# Джанкшен (Техас)

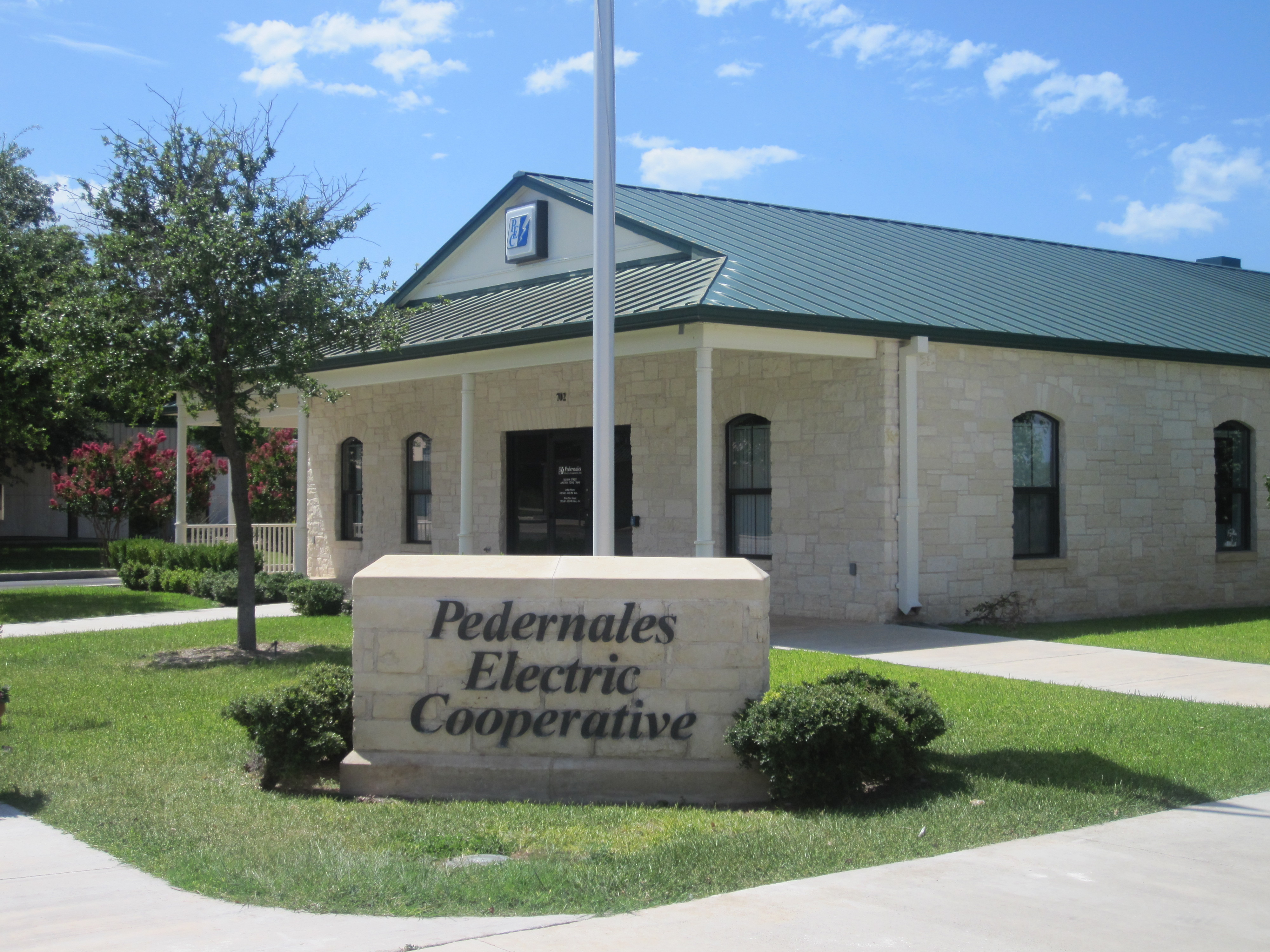
Офис компании Pedernales Electric Cooperative в Джанкшене

Джа́нкшен (англ. Junction) — город в США, расположенный в центральной части штата Техас. Город является административным центром округа Кимбл. По данным переписи за 2010 год число жителей составляло 2574 человека, по оценке Бюро переписи США в 2014 году в городе проживало 2472 человека.

## История
Община на месте нынешнего города появилась в 1876 году, вскоре после того, как был создан округ Кимбл. Изначально место называлось Денман в честь Маресллуса Денмана, по инициативе которого появилась община, однако поселение быстро было переименовано в Джанкшен-Сити (англ. Junction — соединение) из-за того, что оно находилось на слиянии северной и южной рек Льяно. В конце 1876 года Джанкшен-Сити стал окружным центром вместо Кимблвилла, для которого было выбрано неудачное место подверженное затоплениям. К 1879 году в поселении функционировали аптека, конюшня, лесопилка и несколько магазинов. В 1882 году население общины достигло 300 человек, появилась первая газета в округе, «Западный Техас». В 1884 году сгорело первое здание окружного суда вместе с частью документов округа. Быстро было построено новое. каменное здание, но оно пострадало от пожара уже в 1888 году. Его, однако, починили и здание прослужило вплоть до 1929 года, когда было возведено здание, в котором окружной суд располагается до сих пор. В 1894 году поселение было переименовано в Джанкшен. 1890-е также принесли ряд улучшений инфраструктуры. 1895 году, соорудив канал от южной реки Льяно к общине, бизнесмен Эрнест Хоулкэмп открыл первую водопроводную станцию. В 1896 году на той же реке была построена плотина, давшая общине электричество и воду, а также снабдившая водой для полива окружающие земли. В 1904 году была построена более обширная дамба, рассчитанная на долговременное использование.
Джанкшен продолжал стремительно расти, в 1910 году в поселении насчитывалось около 800 человек, а к 1920 число жителей достигло 1250. К концу 1920-х горожане почувствовали необходимость введения местного самоуправления. 27 августа 1927 года Денман и ещё 152 человека представили петицию об инкорпорации поселения судье округа Кимбл Рэндолфу. В голосовании по вопросу проголосовало 390 жителей поселения. 274 человек (70%) проголосовали за создание города, а 116 (30%) против. 13 октября прошли выборы официальных лиц города, мэром был избран Эрнест Хоулкэмп. К середине 1920-х из города были проведены автомагистрали до Менарда и Сан-Анджело. В 1929 году в городе построена канализация. В 1930 году, согласно переписи населения в городе проживало 1415 человек. Джанкшен стал основным коммерческим и перевалочным пунктом округа Кимбл, а также популярным туристическим местом и охотничьим центром. В середине 1940-х, несмотря на улучшение экономической ситуации с появлением в городе бизнеса по производству кедрового масла, рост населения значительно замедлился. Во второй половине XX века в городе постоянно проживало около 2600 человек.
В 1954 году Техасский университет A&M назначил нового тренера команды по американскому футболу Пола Уильяма «Медведя» Брайанта, который посчитал, что многие его подопечные слабы и плохо тренированы. Брайант решил провести тренировочный сбор в уединённом месте и его выбор пал на Джанкшен, в котором в то время располагался филиал университета. Десятидневный сбор прошел в жаркую засушливую погоду. Жёсткие тренировки отсеяли большое количество игроков из команды, а проведших все 10 дней сбора стали называть «парнями Джанкшена». В 2000 году история стала частью книги «Twelve Mighty Orphans: The Inspiring True Story of the Mighty Mites Who Ruled Texas Football», которую написал Джим Дент, а позже по её мотивам компанией ESPN был снят фильм.

## География
Координаты Джанкшена: 30°29′23″ с. ш. 99°46′17″ з. д.. Город находится примерно в 170 километрах к северо-западу от Сан-Антонио и в 190 километрах к западу от Остина.
Согласно данным бюро переписи США, площадь города составляет 5,9 квадратных километров.

### Климат
Согласно классификации климатов Кёппена, в Джанкшене преобладает субтропический муссонный климат.
| Показатель                    | Янв.  | Фев.  | Март | Апр. | Май  | Июнь | Июль | Авг. | Сен. | Окт. | Нояб. | Дек.  | Год   |
| ----------------------------- | ----- | ----- | ---- | ---- | ---- | ---- | ---- | ---- | ---- | ---- | ----- | ----- | ----- |
| Абсолютный максимум, °C       | 31,1  | 32,8  | 36,7 | 37,8 | 40,6 | 41,7 | 42,2 | 41,7 | 41,7 | 40   | 33,9  | 32,8  | 42,2  |
| Средний суточный максимум, °C | 17,1  | 18,9  | 22,8 | 27   | 30,4 | 33,2 | 34,6 | 35,2 | 31,9 | 27,3 | 22    | 17,8  | 26,6  |
| Средняя температура, °C       | 8,1   | 10,3  | 14   | 19,1 | 23,2 | 26,9 | 28,4 | 28,1 | 24,4 | 18,9 | 12,4  | 8,5   | 18,6  |
| Средний суточный минимум, °C  | −2,3  | 0,3   | 4,3  | 9,2  | 14,6 | 18,2 | 19,3 | 18,8 | 15,3 | 9,6  | 3,3   | −1,5  | 9,1   |
| Абсолютный минимум, °C        | −19,4 | −21,7 | −10  | −3,9 | 2,8  | 7,2  | 12,2 | 10   | 3,9  | −3,3 | −11,7 | −13,9 | −21,7 |
| Норма осадков, мм             | 22,9  | 38,1  | 53,3 | 58,7 | 81,3 | 78,7 | 40,6 | 43,2 | 71,1 | 71,1 | 35,6  | 33    | 622,3 |
| Источник: weatherbase.com     |       |       |      |      |      |      |      |      |      |      |       |       |       |

## Население

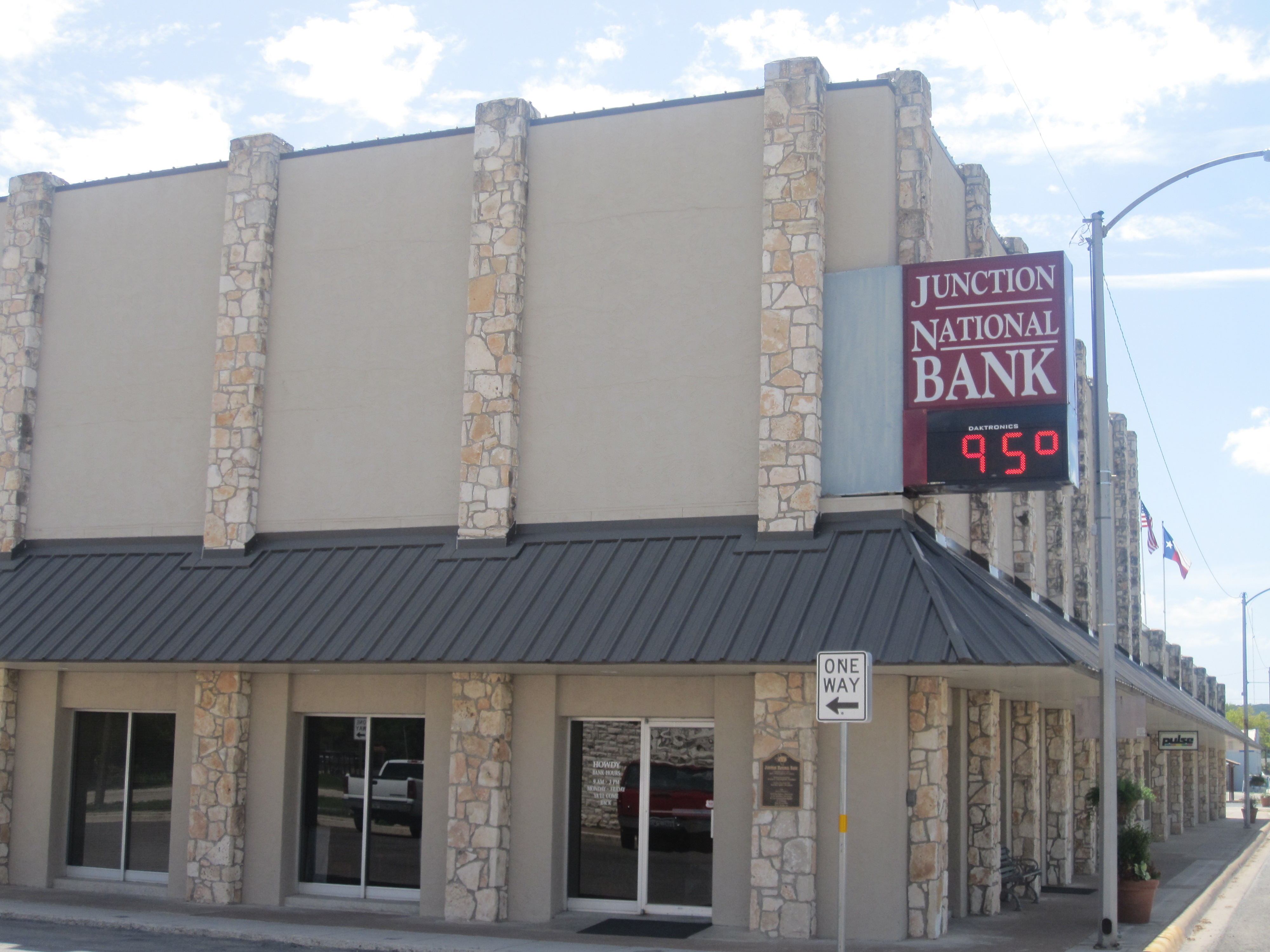
Национальный банк Джанкшена

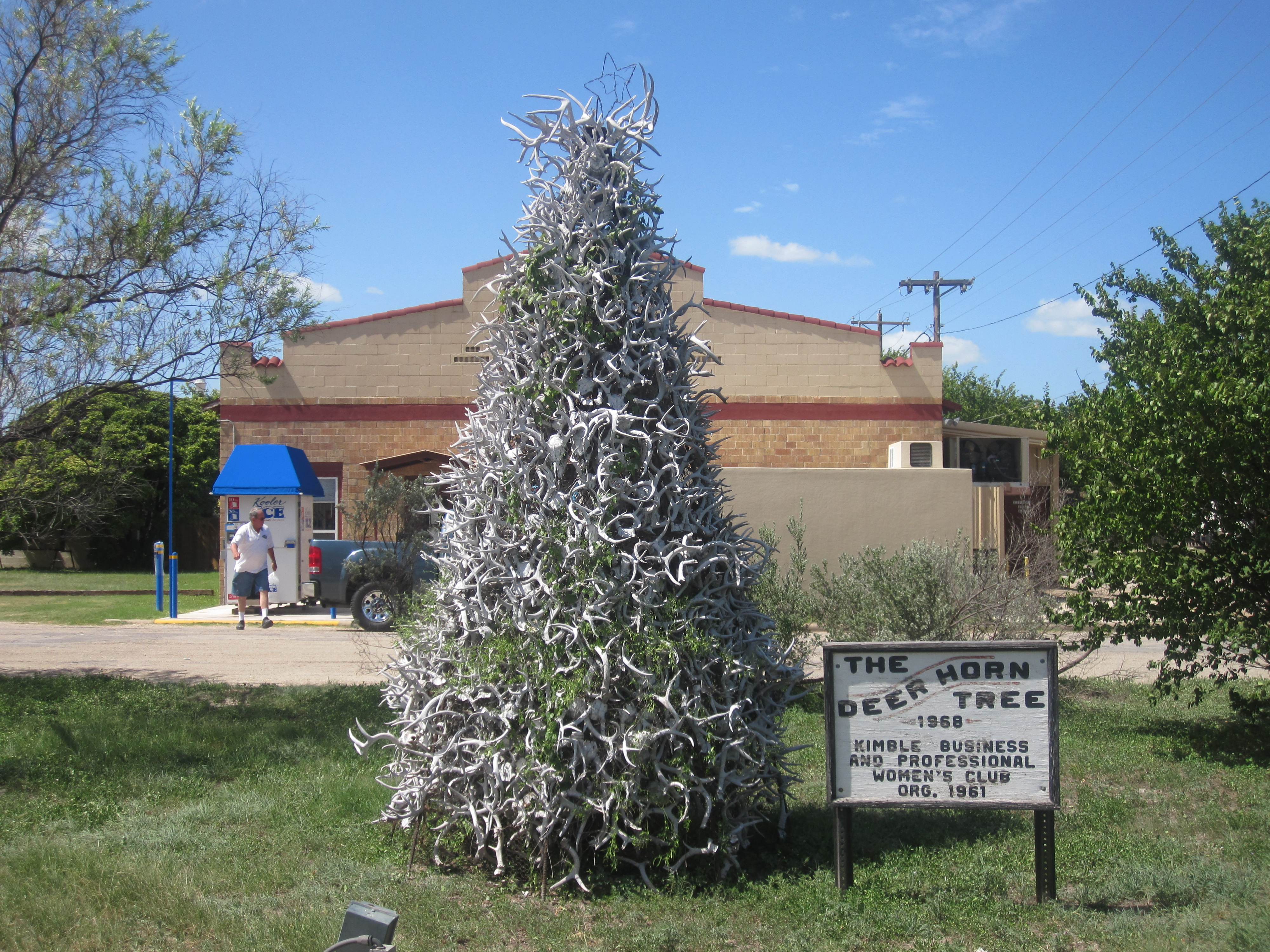
Дерево, украшенное организацией женщин профессионалов и бизнесвумен

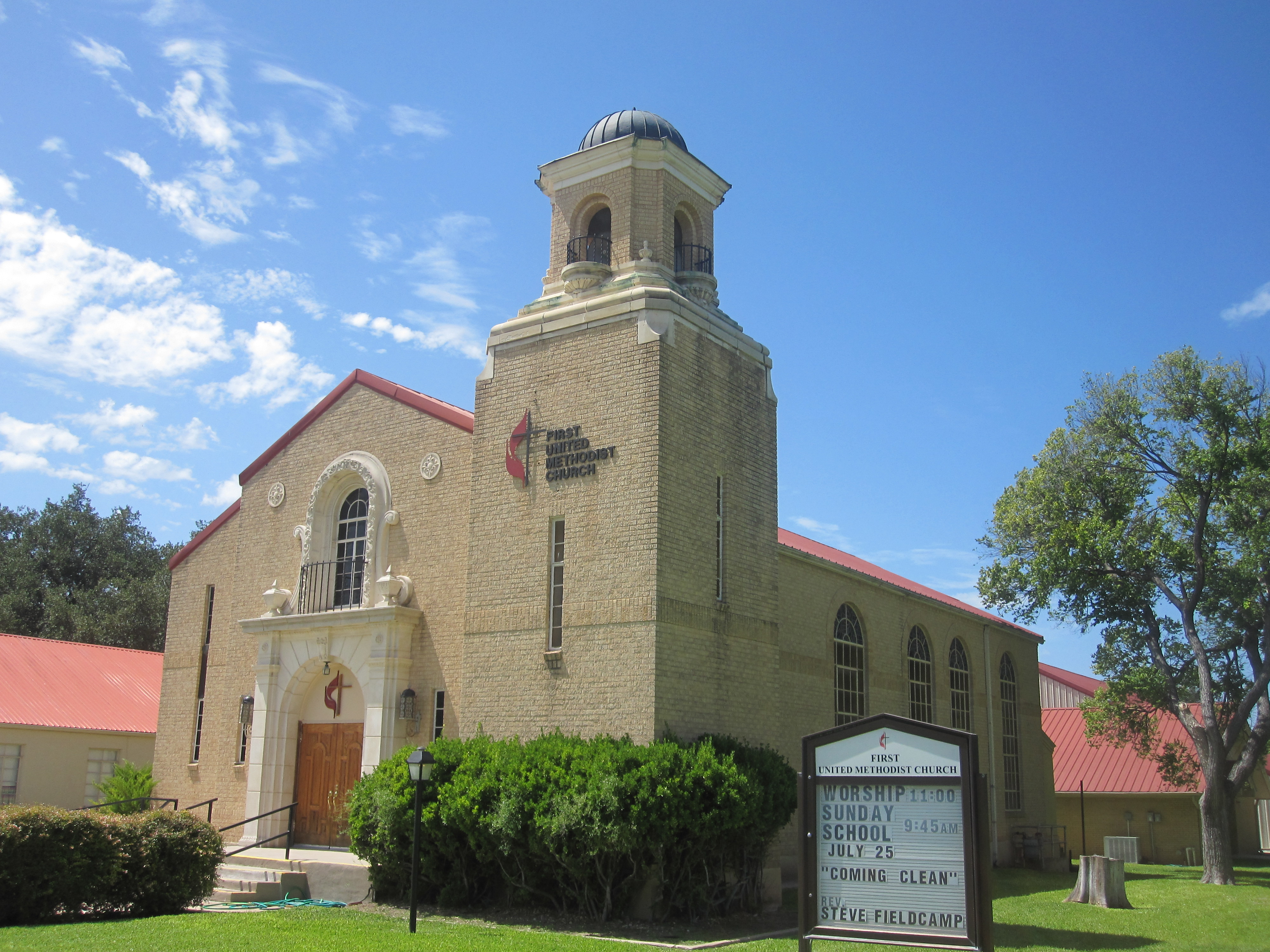
Первая Объединённая Методистская церковь в Джанкшене

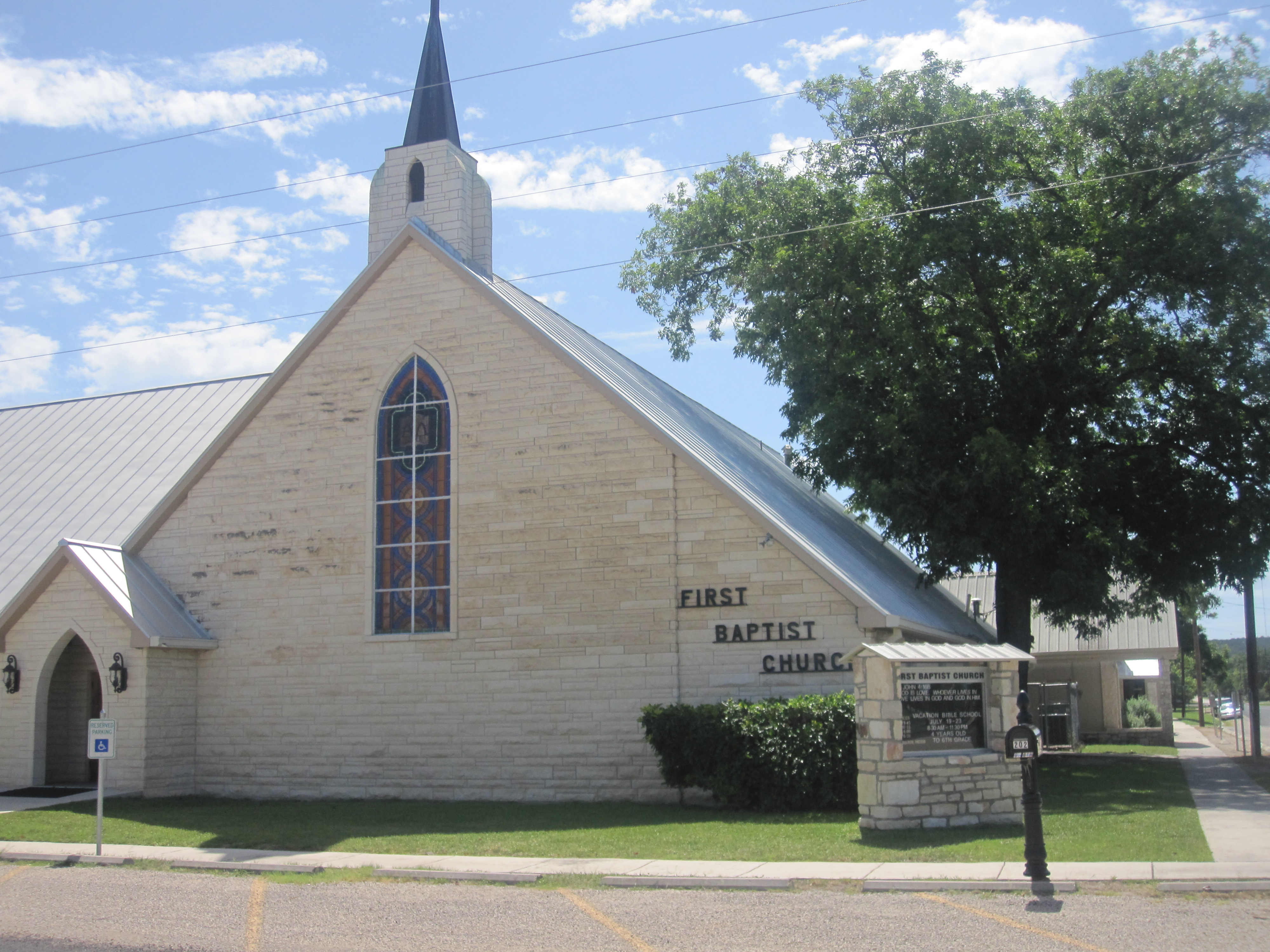
Первая Баптистская церковь в Джанкшене

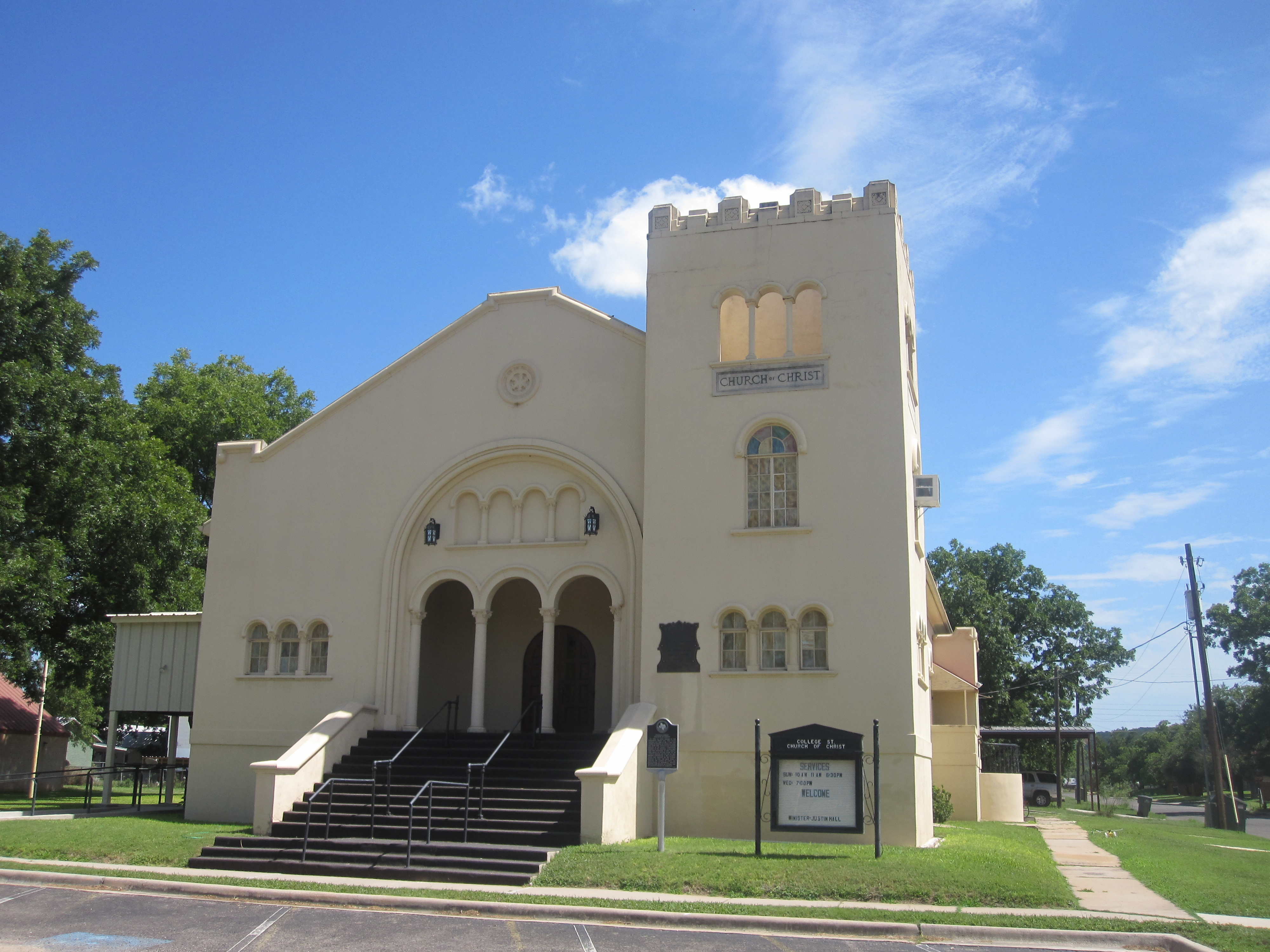
Церковь Христа в Джанкшене

Согласно переписи населения 2010 года, в 2010 году в городе проживало 2574 человека, 1067 домохозяйств, 675 семей. Расовый состав города: 89,4% — белые, 0,2% — чернокожие, 0,9% — коренные жители США, 0,2% — азиаты, 0,0% (1 человек) — жители Гавайев или Океании, 8,1% — другие расы, 1,2% — две и более расы. Число испаноязычных жителей любых рас составило 33,1%.
Из 1067 домохозяйств, в 30,2% проживают дети младше 18 лет. В 46% случаев в домохозяйстве проживают женатые пары, 12,4% — домохозяйства без мужчин, 36,7% — домохозяйства, не составляющие семью. 33,4% домохозяйств представляют из себя одиноких людей, 15,2% — одиноких людей старше 65 лет. Средний размер домохозяйства составляет 2,38 человека. Средний размер семьи — 3,03.
27,3% населения города младше 20 лет, 21,8% находятся в возрасте от 20 до 39, 32,8% — от 40 до 64, 18,1% — 65 лет и старше. Средний возраст составляет 40,8 лет.
Согласно данным опросов пяти лет с 2009 по 2013 годы, средний доход домохозяйства в Джанкшене составляет 36 500 долларов США в год, средний доход семьи — 49 050 долларов. Доход на душу населения в городе составляет 21 388 долларов США, ниже чем в среднем по стране — 39 997 долларов. Около 26,3% семей и 24,9% населения находятся за чертой бедности. В том числе 34,1% в возрасте до 18 лет и 14,2% в возрасте 65 и старше.

## Местное управление
Управление городом осуществляется мэром и городским советом, состоящим из 5 человек.
Другими важными должностями, на которые происходит наём сотрудников, являются:
- Городской секретарь
- Муниципальный судья
- Шеф полиции
- Шеф пожарной охраны

## Инфраструктура и транспорт
Через город проходят межштатная автомагистраль I-10, а также автомагистрали США US 83 и US 377. Неподалёку от города находится пересечение I-10 и US 290.
Окружной аэропорт Кимбл располагает 1500-метровой асфальтированной взлётно-посадочной полосой. Ближайший аэропорт, выполняющий коммерческие рейсы, находится в Сан-Анджело.
Помимо окружной полиции, город обслуживают 4 сотрудника полиции. В городе функционируют добровольческое отделение пожарной охраны, состоящее из 30 человек, а также ассоциация пожарных округа Кимбл. Также в городе располагаются службы скорой помощи и спасения.

## Образование
Город обслуживается независимым школьным округом Джанкшена. Младая, средняя и старшая школа в городе располагаются по одному адресу.
В городе также располагается филиал Техасского технологического университета, базирующегося в Лаббоке. Университет предлагает разнообразные программы обучения студентов и аспирантов.

## Известные жители
- Кок Стивенсон, американский политик, 35-й губернатор штата Техас.

## Отдых и развлечения

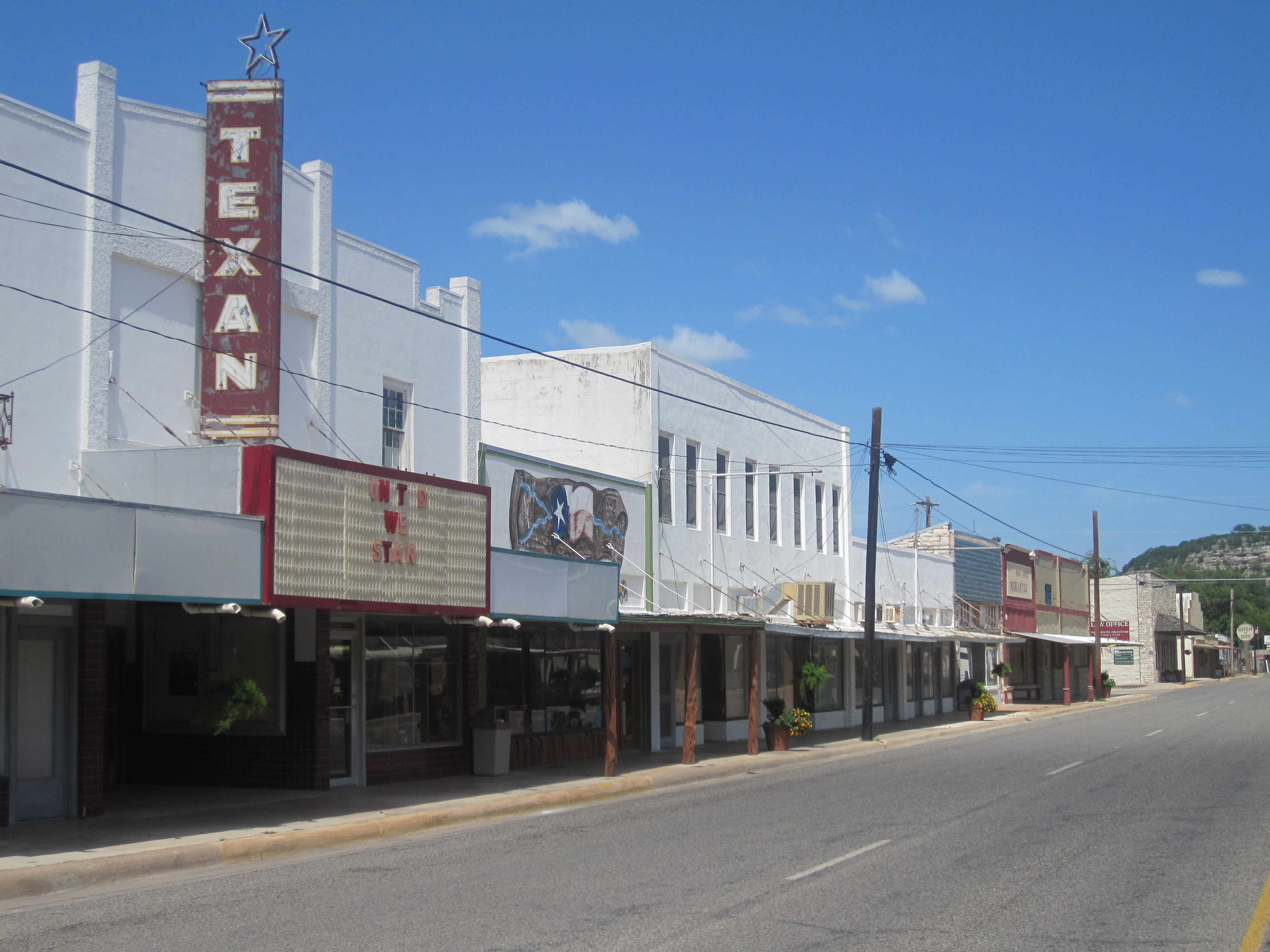
Вид на центр города, слева располагается бывшее здание театра «Тексан»

Основными городскими праздниками считаются «Распродажи и парад Билли», проводимые в августе, а также ежегодный фестиваль «Kimble Kow Kick», который проводится в сентябре.
Исторический музей округа Кимбл располагает документами, инструментами и прочими реликвиями времен первых поселенцев, а также военными артефактами. В музее Фишера, располагающемся в здании библиотеки округа, находится точная копия вашингтонского кабинета конгрессмена, представлявшего район Джанкшена. В Джанкшене работают несколько парков и зон отдыха, крупнейшим парком является парк штата реки Южная Льяно (англ. South Llano River State Park).
Также неподалёку от города располагается историческое место, на котором стоял Форт Мак-Каветт.